# Anunciada Fernández de Córdova
Anunciada Fernández de Córdova (teljes nevén: Anunciada Fernández de Córdova y Alonso-Viguera; Madrid, 1958. április 1. –) spanyol költő, irodalmár, diplomata.

## Pályafutása
Diplomatacsaládból származik, édesapja, Gonzalo Fernández de Córdova y Moreno több országban képviselte hazáját. Volt az Apostoli Szentszéknél (1976-77), majd csehszlovákiai nagykövet (1977-81) is. A család állandó költözései miatt iskoláit több helyen végezte, gyerekként anyanyelvét, a spanyolt kis chilei akcentussal beszélte.  1980-ban jogászként diplomázott a Madridi Complutense Egyetemen, majd a Escuela Diplomáticán (diplomáciai iskola) szerzett újabb diplomát 1982-ben. 1983-ban lépett diplomáciai pályára, első állomáshelye a ghánai nagykövetség volt, ahol jogászként dolgozott, majd visszakerült a Külügyminisztériumba az arab-afrikai országok, később az általános ügyosztály élére. 1986-ban a spanyol kulturális miniszter tanácsadója lett, majd különböző kulturális és diplomáciai ügyeket koordinált. 1993-1999-ig a Casa de Su Majestad el Reynél dolgozott - ez a spanyol királyi ház ügyeivel foglalkozó intézmény. 2004-ben került vissza a spanyol külügyminisztériumba, ahol kulturális kapcsolatokkal foglalkozott, majd 2006-tól latin-amerikai szervezetek ügyeit bízták rá.
2009. március 6-án kapta első nagyköveti kinevezését: Spanyolország ljubljanai képviseletének vezetője lett. Megbízatása 2015-ig szólt, ekkor visszatért Spanyolországba, ahol Madrid város Kulturális és Idegenforgalmi Irodájának igazgatója lett. Itt 2018-ig dolgozott, amikor a külügyminisztériumba visszahívták, hogy kinevezzék magyarországi nagykövetnek.
Kinevezésére 2018. május 4-én került sor, 15-én érkezett Budapestre és június 25-én adta át megbízólevelét. Magyarország nem ismeretlen terep számára, mert édesapja csehszlovákiai kiküldetése alatt, már 1979-ben jártak a magyar fővárosban. Később szlovéniai nagykövetként többször járt Magyarországon, illetve korábban magyarországi referensként is dolgozott a külügyben. Elsősorban a kulturális terület erősítésén dolgozik, de figyelemmel kíséri a gazdasági és politikai kapcsolatokat is. „Magyarország és a  Spanyol Királyság kulturális, politikai és gazdasági kapcsolatainak erősítése érdekében végzett odaadó tevékenysége elismeréseként” 2022 októberében Novák Katalin köztársasági elnöktől megkapta a Magyar Érdemrend középkeresztje kitüntetést.
Verseket ír, több kötete is megjelent, és díjakat is nyert. Rendszeresen hívják irodalmi pályázatok zsűrijébe is.

## Verseskötetei
- Media luna (1999)
- Las islas del tiempo (2004)
- De algo incierto (2007)
- La percepción inquietante (2007)
- El vuelo de los días (2010)
- Tempo magyar (2023)